# Okres Peqin
Okres Peqin (albánsky Rrethi i Peqinit) je okres v Albánii v kraji Elbasan. Počet obyvatel kraje je 33 000 (2004 odhad), a jeho rozloha je 191 km². Nachází se v centru země, jeho hlavním městem je Peqin.